# Pachyta bicuneata
Pachyta bicuneata (лат.) — вид жесткокрылых насекомых из подсемейства усачиков (Lepturinae) семейства усачей (Cerambycidae). Распространён в восточной России (Хабаровский и Приморский края, Амурская и Сахалинская области), на Корейском полуострове и северо-востоке Китая. Тело имаго чёрное, длиной 12—20 мм. Личинки развиваются в корнях сибирского кедра. Окукливается происходит в почве, где в стадии куколки и зимует. Лёт жуков с июня по август.

## Вариететы
- Pachyta bicuneata var. bisbimaculata Pic, 1900
- Pachyta bicuneata var. bisbisnotata Pic, 1907
- Pachyta bicuneata var. incolumis Heyden, 1886